# César de Loma
César de Loma Atienza, deportivamente conocido como César (Madrid, Comunidad de Madrid, España, 14 de julio de 1975), es un exfutbolista español. Jugaba de centrocampista. Se formó en las categorías inferiores del Atlético de Madrid.

## Trayectoria
- Categorías inferiores Atlético de Madrid
- 1995-96 Levante UD
- 1996-97 Almería CF
- 1997-99 Atlético de Madrid "B"
- 1999-00 Boavista SC
- 1999-00 CP Mérida, Cedido
- 2000-03 Real Betis Balompié
- 2003-04 Córdoba Club de Fútbol
- 2003-04 CF Ciudad de Murcia

- Datos: Q3806965